# Matthias Platzeck
Matthias Platzeck (Potsdam, 29 de diciembre de 1953) es un político alemán, primer ministro de Brandeburgo entre 2002 y 2013, y entre noviembre de 2005 y abril de 2006, presidente del Partido Socialdemócrata (SPD).

## Biografía
Nació en Potsdam en 1953, y soñaba de niño con ser cosmonauta. Tenía 37 años cuando su natal República Democrática Alemana (RDA), se unió a la República Federal Alemana (RFA) y por ende a la Unión Europea (UE).
Está casado y tiene dos hijos.

## Trayectoria profesional
1980, se titula como ingeniero en higiene medioambiental.
1990, ingresa a Bündnis 90 / Die Grünen.
1995, abandona Bündnis 90 / Die Grünen e ingresa al SPD.
1997, por su desempeño durante las crecidas del río Oder que amenazaban con inundar amplias regiones en el Este de Alemania, recibe el nombre de  "conde de los diques".
2002, es elegido primer ministro de Brandeburgo.
2005, Platzeck es uno de los artífices del pacto entre la Unión Demócrata Cristiana de Alemania (CDU) y el SPD, la gran coalición que gobierna Alemania.
- 15 de noviembre, Platzeck es elegido en Karlsruhe presidente del SPD con un 99,4% de los votos, un resultado tan sólo superado en 1947 y 1948 por Kurt Schumacher.

2006, Platzeck dimite como presidente del SPD, aduciendo problemas de salud por el doble estrés de sus dos cargos. Su sucesor es Kurt Beck, primer ministro de Renania-Palatinado.

## Citas
- "Finlandia es la economía más competitiva, tiene el mejor sistema educativo y todo gracias a que ha sabido fomentar el potencial creativo de sus ciudadanos".

- "Japón se describe orgullosamente como el país de la vida longeva. Los alemanes, en cambio, decimos que tenemos un problema porque la población vive demasiado tiempo. ¡Tendríamos que estar orgullosos de que la gente viva bastante y con salud. Eso es lo que queríamos!

## Ver
- Política de Alemania